# Макдоно (Джорджія)
Макдоно (англ. McDonough) — місто (англ. city) в США, в окрузі Генрі штату Джорджія. Населення — 29 051 особа (2020).

## Географія
Макдоно розташоване за координатами 33°26′29″ пн. ш. 84°9′3″ зх. д. / 33.44139° пн. ш. 84.15083° зх. д. (33.441285, -84.150907).  За даними Бюро перепису населення США в 2010 році місто мало площу 33,43 км², з яких 32,93 км² — суходіл та 0,50 км² — водойми.

## Демографія
Згідно з переписом 2010 року, у місті мешкали 22 084 особи в 8053 домогосподарствах у складі 5404 родин. Густота населення становила 661 особа/км².  Було 9063 помешкання (271/км²).
Расовий склад населення:
| - 58,2 % — чорних або афроамериканців - 34,8 % — білих - 1,8 % — азіатів - 0,3 % — корінних американців - 0,1 % — вихідців з тихоокеанських островів - 2,2 % — осіб інших рас |

До двох чи більше рас належало 2,6 %. Частка іспаномовних становила 6,1 % від усіх жителів.
За віковим діапазоном населення розподілялося таким чином: 29,6 % — особи молодші 18 років, 61,8 % — особи у віці 18—64 років, 8,6 % — особи у віці 65 років та старші. Медіана віку мешканця становила 31,7 року. На 100 осіб жіночої статі у місті припадало 84,6 чоловіків;  на 100 жінок у віці від 18 років та старших — 81,0 чоловіків також старших 18 років.
Середній дохід на одне домашнє господарство  становив 51 930 доларів США (медіана — 43 320), а середній дохід на одну сім'ю — 60 338 доларів (медіана — 53 173). Медіана доходів становила 41 818 доларів для чоловіків та 33 271 долар для жінок. За межею бідності перебувало 18,3 % осіб, у тому числі 27,9 % дітей у віці до 18 років та 11,9 % осіб у віці 65 років та старших.
Цивільне працевлаштоване населення становило 9106 осіб. Основні галузі зайнятості: освіта, охорона здоров'я та соціальна допомога — 22,9 %, транспорт — 11,9 %, роздрібна торгівля — 11,7 %.